# 裸体と衣裳
『裸体と衣裳』（らたいといしょう）は、三島由紀夫の公開日記形式の評論・随筆。文芸評論からオペラ観劇の感想まで、三島の幅広い芸術観がみられる随筆である。日記の日付は、1958年（昭和33年）2月17日から、1959年（昭和34年）6月29日までの約1年半の、長編小説『鏡子の家』の起草から完成までの期間となっており、『鏡子の家』の進行状況を基軸にして、様々な身辺雑記や交友録、評論が日記形式で綴られている。

## 発表経過
1958年（昭和33年）、文芸雑誌『新潮』4月号から翌年1959年（昭和34年）9月号まで「日記」のタイトルで連載された。単行本は1959年（昭和34年）11月30日に新潮社より『裸体と衣裳――日記』として刊行された。文庫版は新潮文庫で刊行されたが絶版となり、講談社文芸文庫の『三島由紀夫文学論集 II』に収録されている。

## 内容
以下のような戯曲創作方法、小説家論、様々な読書感想、身辺雑記が綴られている。
武田泰淳『おとなしい目撃者』、『司馬遷――史記の世界』、ガルシア・ロルカ『ドン・クリストバル』、『血の婚礼』、モオリヤック『仔羊』、フロオベエル『感情教育』、トオマス・マン『ワイマールのロッテ』、ホーフマンスタール『アンドレアス』、ヨハン・ホイジンガ『中世の秋』、古代マヤの聖典『ポポル・ヴフ』、田中千禾夫『寝物語』、吉田健一『ロレンス論』）、大江健三郎論、ボクシング観戦、文壇・舞台関係者（鉢の木会の面々、川端康成、黛敏郎、田中澄江、朝吹登水子、など）、ボクシング関係者との交流、映画鑑賞（『女優志願』、『ローレンの反撃』、『結婚のすべて』、『美徳のよろめき』、『若い獣』、『手錠のままの脱獄』、『無分別』、『完全な遊戯』、『SOSタイタニック』、『大いなる西部』、『ニューヨークの王様』、『危険な曲り角』）、結婚観、千夜一夜譚考（『モスルのイブラヒムと悪魔』、『モスルのイシャクとその恋人と悪魔』）、結婚式、新婚旅行記、映画『炎上』撮影見学、歌舞伎・舞台観劇、映画論、時事政治評（「悪と政治と」）、ポール・アンカ・ショー観賞、ゲーテ論、ガルシア・ロルカ論、ポオ論、新居建設、春日井建論、ボディビル・剣道稽古、オペラ観劇（『アイーダ』、『ペレアスとメリザンド』、『オテロ』、『椿姫』）、映画『不道徳教育講座』出演苦戦報告、仲人体験、海外来客案内、バレエ観劇（『白鳥の湖』、『眠れる森の美女』、『フランチェスカ・ダ・リミニ』、『白の組曲』、『ロメオとジュリエット』、『高電圧』）、皇太子御成婚、園遊会、新居引越、長女誕生、『鏡子の家』完成報告、など。
1958年（昭和33年）11月25日付の日記文中に、以下のようにタイトルに由来する文章がある。

## 外遊日記
『裸体と衣裳』が「日記」のタイトルで雑誌連載されていた際、随所に挟み込まれていたもので、刊行本にあたり、その部分を年月日順に編成し直して、「附・外遊日記」としてまとめて巻末に付されている。
日付は、1957年（昭和32年）8月15日から、1958年（昭和33年）1月9日までで、クノップ社の社長と面会したこと、小説家ジェイムス・メリルのニュージャージー州の家に招かれたこと、プエルトリコ、メキシコシティ、ニューヨーク、ローマ滞在の日記が綴られている。『近代能楽集』の上演計画や、『仮面の告白』の翻訳企画のことも書かれている。

## おもな刊行本
- 『裸体と衣裳――日記』（新潮社、1959年11月30日） NCID BN11646935
  - 装幀：藤野一友。布装。橙色帯。261頁
  - 収録作品：「裸体と衣裳――日記」「附・外遊日記」
- 文庫版『裸体と衣裳』（新潮文庫、1983年12月25日） 
  - カバー装画：荒川修作。解説：西尾幹二
  - 収録作品：「裸体と衣裳――日記」「ドルヂェル伯の舞踏会」（三島による評論）、「戯曲を書きたがる小説書きのノート」「空白の役割」「芸術にエロスは必要か」「現代小説は古典たり得るか」「谷崎潤一郎論」「変質した優雅」「文化防衛論」
- 『三島由紀夫文学論集 II 』虫明亜呂無編（講談社文芸文庫、2006年5月10日）
  - 装幀：菊地信義。解説：橋本治「肉体と身体と実体等について」
  - 収録作品：「裸体と衣裳」「アポロの杯――パリ」「ジョルジュ・バタイユ『エロチシズム』」「陶酔について」「個性の鍛錬場」「ナルシシズム論」「『純文学とは？』その他」「余暇善用」「私の遍歴時代」

- 文庫版『外遊日記――三島由紀夫のエッセイ1』（ちくま文庫、1995年6月22日） 
  - 装幀：安野光雅。カバー装画：山本容子。カバーデザイン：渡辺和雄
  - 解説：田中美代子「美の裂け目をのぞく」
  - 収録作品：「旅の絵本」「遠視眼の旅人」「日本の株価」「南の果ての都へ」「外遊日記」「ニューヨークの溜息」「ニューヨークぶらつ記」「紐育レストラン案内」「大統領選挙」「口角の泡」「ピラミッドと麻薬」「旅の夜」「美に逆らうもの」「冬のヴェニス」「熊野路」「英国紀行」「インド通信」「アメリカ人の日本神話」
- 文庫版『戦後日記』（中公文庫、2019年4月）。解説：平山周吉

### 全集収録
- 『三島由紀夫全集28巻（評論IV）』（新潮社、1975年8月25日）
  - 装幀：杉山寧。四六判。背革紙継ぎ装。貼函。
  - 月報：開高健「匿名の自然」。《評伝・三島由紀夫28》佐伯彰一「三島由紀夫以前（その4）」。《三島由紀夫論3》田中美代子「女神をめぐって」。
  - 収録作品：昭和33年3月から昭和34年1月の評論36篇。
  - ※ 同一内容で豪華限定版（装幀：杉山寧。総革装。天金。緑革貼函。段ボール夫婦外函。A5変型版。本文2色刷）が1,000部あり。
- 『決定版 三島由紀夫全集30巻・評論5』（新潮社、2003年5月10日）
  - 装幀：新潮社装幀室。装画：柄澤齊。四六判。貼函。布クロス装。丸背。箔押し2色。
  - 月報：西尾幹二「世界史の分水嶺」。森内俊雄「三島由紀夫の原稿用紙について」。［思想の航海術5］田中美代子「発見された生活」
  - 収録作品：昭和33年1月から昭和33年12月まで（連載物は初回が）の評論51篇。「心中論」「外遊日記」「裸体と衣裳――日記」「作家と結婚」「不道徳教育講座」ほか